# Relaciones Corea del Sur-Japón
Relaciones Corea del Sur-Japón (en japonés: 日韓関係; en coreano: 한일관계) son las relaciones diplomáticas establecidas entre la República de Corea y el Estado del Japón. Corea del Sur y Japón son naciones vecinas cercanas, siendo ambos aliados principales de los Estados Unidos en el Noreste asiático. El Ministerio de Asuntos Exteriores de Japón explica que la República de Corea; es el país vecino más importante que comparte intereses estratégicos con Japón. Sin embargo, en años recientes, la relación se ha deteriorado debido a muchas disputas, incluyendo las reclamaciones territoriales en las rocas de Liancourt (Dokdo en coreano y Takeshima en japonés), la visita del primer ministro japonés al Santuario Yasukuni, y las diferentes perspectivas con respeto al tratamiento del Japón imperial hacia la Corea ocupada, así como la negativa de Japón a atender las demandas de Corea a que de reparaciones de paga por el maltrato de mujeres de consuelo coreanas durante la Segunda Guerra Mundial. Estas tensiones han complicado los esfuerzos estadounidenses para promover un frente común contra amenazas chinas en la región.
Según una Encuesta de Servicio Mundial de la BBC en el año 2014, 13% de los japoneses ven la influencia de Corea del Sur como positiva, con 37% expresando una opinión negativa, mientras 15% de los surcoreanos ven la influencia japonesa positivamente, con 79% expresando como negativa esta influencia, haciendo de Corea del Sur, después de China, el país con la segunda percepción más negativa de Japón en el mundo.

## Comparación de país
| Nombre oficial        | Japón | Corea del Sur |
| Nombre nativo         | 日本国 Nipponkoku | 대한민국 Daehan Minguk |
| --------------------- | --- | --- |
| Bandera               | | |
| Escudo de armas       | | |
| Población             | 127 590 000 | 50 924 172 |
| Área                  | 377 873 km² | 100 210 km² |
| Densidad de población | 337,6/km² | 508,2/km² |
| Husos horarios        | Hora estándar de Japón: UTC+9 | Hora estándar de Corea: UTC+9 |
| Capital               | Tokio | Seúl |
| Ciudad más grande     | Tokio @– 13,617,445 | Seúl @– 10,464,051 |
| Establecido           | 11 de febrero de 660 a. C. (ascensión del emperador Jimmu) 3 de enero de 1868 (Restauración Meiji) 28 de abril de 1952 (soberanía recuperada tras ocupación estadounidense) | 2333 a. C. (fundación de Gojoseon) Declaración de Independencia de Corea (1 de marzo de 1919) 15 de agosto de 1945 (liberación del Imperio del Japón) 15 de agosto de 1948 (proclamación de la Primera República) |
| Gobierno              | Monarquía constitucional parlamentaria unitaria | República constitucional presidencial unitaria |
| Primer Dirigente      | Jimmu | Dangun |
| Jefe de estado        | Emperador: Naruhito | Presidente: Lee Jae-myung |
| Jefe de gobierno      | Primer ministro: Shigeru Ishiba | Primer ministro: Han Duck-soo |
| Legislatura           | Dieta Nacional | Asamblea Nacional |
| Idioma oficial        | Japonés | Coreano |
| PIB (nominal)         | $5.855 miles de millones de USD ($45 889 per cápita) | $1.498 miles de millones de USD ($29 114 per cápita) |

## Historia

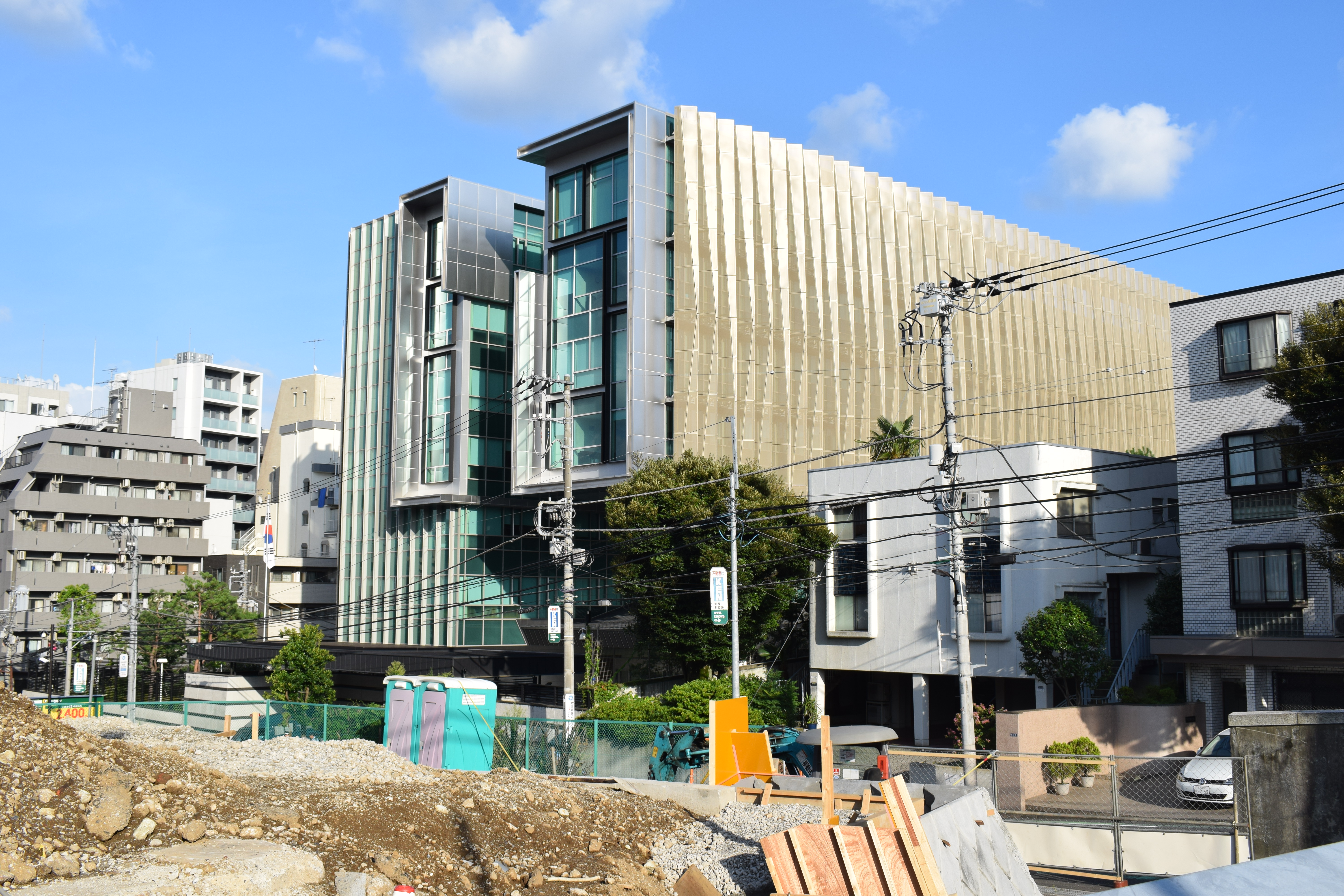
Embajada de Corea del Sur en Tokio.

En línea con los tratados de reconciliación de 1965, Japón continuó mejorando sus relaciones con Corea del Sur. Tokio extendió un adicional $200 millones de crédito a Seúl, y el Primer ministro Sato atendió funciones oficiales en julio, la primera visita de un premier japonés a  la Corea de la posguerra. No obstante, Seúl objetó aprensivamente las visitas ocasionales por parte de políticos japoneses a Corea del Norte, a la continuación repatriación de  la Cruz Roja de residentes coreanos en Japón a Corea del Norte, y a la propuesta de Gobernador de Tokio Minobe para permitir una pro-universidad coreana Del norte en Tokio. El Ministro  de extranjeros japonés Minobe se opuso a este asunto para probar su lealtad a Corea del Sur. Entretanto, los contactos entre Japón y Corea del Sur aumentaron a través de rutas de aire nuevo, turismo, y comercio.
En 1975, las relaciones surcoreano-japonesas mejoraron siguiendo el asentamiento de julio de una contienda de dos años que empezó cuándo los agentes coreanos del sur secuestraron Kim Dae-jung, un dirigente de oposición (y  futuro presidente de Corea del Sur), en un hotel de Tokio. A raíz del asentamiento, una largamente retrasada  conferencia ministerial fue retenida  en Seúl en septiembre para hablar sobre la cooperación económica entre los dos países. Japón se  unió a los Estados Unidos en proporcionar garantías para la seguridad de Corea del Sur. En una declaración en conjunto hecha  por el  Primer ministro japonés Takeo Miki y el  Presidente de los Estados Unidos gerald  Ford declararon: "La seguridad de la República de Corea es ... Necesaria  para  la paz y seguridad en Asia del este, incluyendo Japón"

## Comercio y sociedad
En 1996, FIFA anunció que los dos países serían conjuntamente anfitriones de la Copa Mundial de la FIFA en 2002. los próximos años verían a los dirigentes de ambos países encontrándose para fomentar las relaciones en preparaciones para los juegos. Aunque los ciudadanos de ambos países eran inicialmente infelices sobre el tener que compartir los honores con el otro, y con la controversia de las Rocas de Liancourt arribando otra vez, el acontecimiento resultó siendo muy exitoso.

## Disputas

### Rocas de Liancourt
Las rocas de Liancourt, llamadas Dokdo (독도, 獨島; "isla solitaria") en coreano y Takeshima (竹島; "isla de bambú") en japonés, son un grupo de islotes en el 동해(Mar Del este), Mar de Japón  ocupados por Corea del Sur.  Hay tierras de pesca valiosa alrededor de los islotes y potencialmente reservas grandes de metano clathrate.
La disputa territorial es una fuente importante  de tensiones nacionalistas entre las dos naciones.
Actualmente, Corea del Sur ocupa la isla, la cual tiene su Guardia de Costa coreano estacionado allí, así como dos residentes coreanos ancianos.

### Mujeres de consuelo para el ejército japonés
Corea ha reclamando un reconocimiento oficial con una disculpa sincera y compensación para las esclavas sexuales o "asunto de mujeres de consuelo", refiriéndose a las mujeres y chicas quiénes fueron forzadas a tener sexo con soldados militares japoneses Imperiales durante la Segunda Guerra Mundial. Según la Conferencia Mundial sobre Esclavitud Sexual Militar japonesa, las féminas fueron alistadas a las estaciones militares a través de fuerza, secuestro, coerción, y engaño, las esclavas sexuales coreanas, mayoritariamente chicas bajo la edad de 18, estuvieron forzadas a tener relaciones sexuales con 30–40 soldados cada día. Según el New York Times, "la corriente principal de historiadores están de acuerdo que el Ejército Imperial trató a las mujeres en territorios conquistados como botín de batalla, haciéndolas trabajar en una red militar de burdeles conocidos como estaciones de consuelo que se extendían desde China hasta al sur del pacífico. Muchas fueron engañadas con ofertas de trabajos en fábricas y hospitales y siendo después forzadas a proporcionar sexo a los soldados imperiales en las estaciones de consuelo. En el sureste de Asia,  hay evidencia que los soldados japoneses sencillamente secuestraron mujeres para trabajar en los burdeles.  Entre las mujeres quienes han dado declaraciones de haber sido forzadas para tener sexo con soldados se encuentran chinas, coreanas y Filipinas, así como las mujeres holandesas capturadas en Indonesia, entonces una colonia holandesa." los medios de comunicación japoneses han intentado echar la culpa por los burdeles de consuelo a otros fuera del ejército japonés, diciendo, "agentes de Prostitución eran frecuentes debido a la pobreza y al patriarcal sistema familiar. Por esa razón, incluso si el ejército no estuviese directamente implicado, está dicho que era posible reunir muchas mujeres a través de métodos tales como trabajos relacionados con estafas y tráfico humano."  Las pocas víctimas supervivientes continúan esforzandose para obtener reconocimientos oficiales y una disculpa sincera, mientras el sistema tribunal japonés ha rehusado tales reclamaciones debido a la longitud de tiempo y reclamando que no hay ninguna evidencia.
En noviembre de 1990, el Consejo coreano para las Mujeres reclutadas por los Militares (한국정신대문제대책협의회; 韓國挺身隊問題對策協議會) fue establecido en Corea del Sur. En 1993, el gobierno de Japón oficialmente reconoció la presencia de  burdeles de consuelo durante los tiempos de guerra . En 2008, un pago de suma del trozo de 43 millones de wones surcoreanos ganados y un pago mensual de 0.8 millones ganados fueron dados a los supervivientes. El gobierno japonés también ha arreglado  una organización que da dinero y cartas oficiales de disculpa a las víctimas. Hoy, muchos de las víctimas  supervivientes pasan de los ochenta años. En 2007, según el gobierno de corea del sur,  hay 109 supervivientes en Corea del Sur y 218 en Corea del Norte. Las supervivientes de Corea del Sur protestan delante de la embajada japonesa en Seúl, Corea cada miércoles. La protesta fue retenida en diciembre del 2011.
En diciembre de 2000, el tribunal internacional de crímenes de guerra sobre la esclavitud sexual de la mujer fue sentado en Tokio, Japón. Durante los procedimientos, los jueces del Tribunal oyó horas de testimonio por 75 supervivientes, así como revisado actas notariales y entrevistas de vídeo . El Juicio del tribunal encontró al Emperador Hirohito y otros oficiales japoneses culpables de delitos en contra de la  humanidad y  manifestó que Japón debe aceptar la  responsabilidad estatal y tendría que pagar reparaciones a las víctimas.
En julio de 2007, la Cámara de Representantes de EE. UU. pasó una resolución no obligatoria en la  que Japón se disculpa por haber forzado a mujeres a la esclavitud sexual durante la Segunda Guerra Mundial. La resolución estuvo patrocinada por Mike Honda (D-CA), un americano de origen japonés de tercera  generación.  El 13 de diciembre del 2007, la Eurocámara adoptó una resolución que demanda al gobierno japonés para disculparse con las supervivientes del sistema de esclavitud sexual militar de Japón. Esta resolución fue pasada con 54 ayes fuera de 57 miembros de parlamento presente.
El 28 de diciembre de 2015, Japón y Corea del Sur han acordado resolver el asunto de "las mujeres de consuelo" forzadas  a trabajar en burdeles japoneses durante la Segunda Guerra Mundial, en su primer  tratado desde 1965. Japón había hecho una disculpa y pagará 1 billón de  yenes ($8.3m, 5.6 millones de libras) para financiar a las  víctimas. El anuncio vino después de que el ministro de asuntos exteriores de Japón Fumio Kishida llegó a Seúl para discutir con su contraparte  Yun Byung-se, siguiendo movimientos para solicitar charlas.

## Intercambio cultural
A pesar de las muchas disputas que negativamente  han afectando las relaciones entre las dos naciones, Japón y Corea del Sur disfrutan de intercambios culturales entre cada uno.

### De Corea del Sur a Japón
En años recientes, la cultura pop surcoreana experimentó una importante popularidad en Japón, un fenómeno bautizado como la "Ola coreana" (韓流) entre los seguidores de K-pop en Japón. La Ola coreana ha iniciado una moda por películas coreanas, obras, y música de pop en Japón.
Una serie televisiva coreana titulada Sonata de Invierno, la cual primero  se estrenó en Japón en abril de 2003, se convirtió en todo un éxito en aquel país, y a menudo ha sido identificado como hito del intercambio cultural coreano- japonés. la artista  de K-pop BOA  es una  de los cantantes más populares en Japón con seis álbumes consecutivos que coronan los gráficos de cartelera.
En años más recientes varios artistas de K-pop, incluyendo Super Junior, TVXQ, Choshinsung, Big Bang, Kara, Girls' Generación, y 2PM, ha hecho sus debutses en Japón, y estos grupos han contribuido al revivimiento de la Ola coreana en Japón. Kara y girls' generation en particular ha sido coronando premios y gráficos numerosos en Japón.

### De Japón a Corea del Sur
Después del fin de Segunda Guerra Mundial, Corea del Sur prohibió importaciones culturales japonesas como música, película, videojuegos, literatura (manga). Aun así, la prohibición fue parcialmente levantada  bajo la administración de Kim Dae-jung  en 1998. En 2004, la prohibición en importaciones de CD y DVD japoneses fue levantada.

## Relaciones militares
En 2012, fue informado que Corea del Sur acordó firmar un pacto militar con Japón, posiblemente en respuesta a las amenazas de Corea del Norte y China. El acuerdo militar entre Corea del Sur y Japón es un pacto de inteligencia militar compartida.
Ambas Corea del Sur y Japón son aliados de EE. UU. y tienen sus alianzas militares propias con los Estados Unidos.
Ambas Corea del Sur y Japón perciben a Corea del Norte como amenaza.
En 2017, el ministro de asuntos exteriores surcoreano declaró que Corea del Sur no se introduciría a cualquier alianza militar trilateral con los Estados Unidos y Japón, algo que levantó preocupaciones al Presidente chino Xi Jinping y que trató cuándo se encontró con el presidente de Corea del Sur Moon Jae-in. Corea del Sur ha sido cautelosa con respecto a las ambiciones de Japón, bajo su primer ministro Shinzo Abe, para aumentar su poderío militar en la región. Moon declaró que "Si Japón utiliza a una Corea del Norte armada nuclearmente como una excusa para su expansión militar, no sería apropiado para las naciones de la ASEAN también."

## Intercambio humano
Desde la visita de Lee Myung-bak a las rocas de Liancourt y su demanda para la disculpa del emperador en 2012, la imagen del público japonés de Corea del Sur se deterioró significativamente. Los turistas japoneses a Corea del Sur declinaron por medios de 3.5 millones en 2012 a 1.8 millones en 2015 mientras los turistas surcoreanos plegaron de 2 millones en 2012 a 4 millones en 2015.

## Visitas oficiales
El 2 de marzo del  2015 el Ministerio japonés de Asuntos Exteriores realizó su vista oficial de Corea del Sur como "un importante  país  vecino que comparte  valores básicos con Japón como libertad, democracia, y una economía de mercado" a sencillamente "uno de los  más importantes países vecinos de Japón" refleja el se deterioró de las relaciones. El cambio estuvo hecho el día después del discurso  del Presidente surcoreano  Geun-hye que Japón y Corea del Sur, “ambos defienden valores de democracia liberal y una economía de mercado, son vecinos importantes..." Un oficial de gobierno japonés dijo “ hay recelo en el poder judicial y la sociedad de Corea del Sur .” En febrero de 2012, las palabras que "comparten de los valores básicos de los derechos humanos básicos" ya habían sido sacados en el texto.